# Јанун
Јанун (арап. يانون) је насељено место у гувернорату Наблус у Западној обали, Палестина. Према попису из 2017. било је 92 становника. Насеље се дели на Горњи и Доњи Јанун.
Крајем 19. века Јанун је населило око 50 Бошњака из Херцеговине под вођством Мустафе бега Бушнака. Они су од султана Абдул Хамида II добили велики део сеоске земље. Касније су се преселили у оближњи Наблус, а своју земљу су дали у закуп мештанима Акрабе, који су се населили у Јанун. Источно од Јануна, на западној падини брда Наби Нун, налази се бошњачко мезарје које су Израелци оскрнавили.